# Klčov
Klčov, do roku 1948 Kolčov, je obec na Slovensku, v okrese Levoča v Prešovském kraji.
V roce 2011 zde žilo 612 obyvatel.